# Wenxian Tongkao
Il Wenxian Tongkao (文献通考S, Wénxiàn TōngkǎoP, Wenhsien T'ungk'aoW, lett. "Studio esaustivo dei documenti") è una raccolta di notizie cinese riguardante le istituzioni statali, compilata da Ma Duanlin agli inizi del XIV secolo e pubblicata nel 1317, durante la dinastia Yuan.
L'opera si compone di 24 parti, ciascuna su un argomento (kao) e suddivisa in diversi volumi (juan), per un totale di 348 volumi. Tratta dell'organizzazione della società cinese dell'epoca.
Copre temporalmente il periodo che va dalle origini dell'Impero cinese al 1224, ultimo anno di regno dell'imperatore Ning Zong, della  dinastia dei Song meridionali.
Riprese come modello la storia ed enciclopedia delle istituzioni Tongdian, compilata tra il 766 e l'801 da Du You, durante la dinastia Tang, in 200 volumi e che copriva il periodo dalle origini all'anno 756. Si basò su fonti diverse: scritti storiografici e privati, documenti amministrativi e memoriali ufficiali.
Fu proseguito nel 1586 da Wang Qi, che compilò il Xu WenxianTongkao, che copre il periodo tra il 907 e il 1586.
In seguito il governo imperiale ne ordinò a più riprese la prosecuzione dell'opera, aggiungendo altri argomenti a quelli  tradizionali:
- Xu WenxianTongkao, copre il periodo dal 1224 al 1644
- Qingchao Wenxian Tongkao (copre il periodo tra il 1644 e il 1785)
- Qingchao Xu Wenxian Tongkao, o Huangchao Xu Wenxian Tongkao, compilato nel 1905 da Liu Jinzao e ampliato fino a 400 volumi nel 1921 (copre il periodo tra il 1785 e il 1911).

Vi compare la menzione di diversi avvenimenti astronomici, non registrati in Occidente in epoca medievale: l'astronomo Jean-Baptiste Biot, con l'aiuto del figlio sinologo Éduard Biot, vi trovarono nel 1843 menzione del passaggio di alcune comete, e tra queste raccolsero anche la menzione dell'osservazione di nove e supernove, tra le quali la nota SN 1054, osservata nel 1054 e che diede origine alla nebulosa del Granchio.

## Lista dei 24 argomenti
1. Tianfu (tasse fondiarie), in 7 volumi (1-7)
2. Qianbi (moneta), in 2 volumi (8-9)
3. Hukou (edifici), in 2 volumi (10-11)
4. Zhiyi (corvé), in 2 volumi (12-13)
5. Zhengque (tasse e monopoli), in 6 volumi (14-19)
6. Shidi (tributi), in 2 volumi (20-21)
7. Tugong (tributi) in 1 volume (22)
8. Guoyong (spese statali), in 5 volumi (23-27)
9. Xuanju (selezione degli ufficiali statali), in 12 volumi (28-39)
10. Xuexiao (educazione degli ufficiali statali), in 7 volumi (40-46)
11. Zhiguan (uffici statali), in 21 volumi (47-67)
12. Jiaoshe (altari statali), in 23 volumi (68-90)
13. Zongmiao (templi ancestrali), in 15 volumi (91-105)
14. Wangli (riti reali), in 23 volumi (106-127)
15. Yue (musica), in 21 volumi (128-148)
16. Bing (argomento militare), in 13 volumi (149-161)
17. Xing (legge penale), in 12 volumi (162-173)
18. Jingji, in 76 volumi (174-249)
19. Dixi (linea imperiale), in 10 volumi (250-259)
20. Fengjian (feudatari), in 18 volumi (260-277)
21. Xiangwei (presagi e prodigi), in 17 volumi (278-294)
22. Wuyi (strani eventi), in 20 volumi (295-314)
23. Yudi (geografia amministrativa), in 9 volumi (315-323)
24. Siyi (regioni vicine), in 2 volumi (324-348)